# Tommy Vetterli
Tommy Vetterli (também conhecido como Tommy T. Baron) é um guitarrista e produtor musical suíço. Já tocou nas bandas Kreator Coroner e Clockwork. Atualmente é guitarrista da banda 69 Chambers.

## Discografia
| - 1987: R.I.P. - 1988: Punishment for Decadence - 1989: No More Color - 1991: Mental Vortex - 1993: Grin | - 1994: Guarda e Passa - 1997: Outcast - 1999: Endorama |